# David Coulthard
David Marshall Coulthard, MBE (* 27. března 1971 Twynholm) je skotský pilot Formule 1, vítěz 13 Grand Prix, jeho přezdívka je DC.

## Osobní život
O Davidovi toho bulvární deníky napsali mnoho, protože právě on je znám častým střídáním žen po svém boku. Po jeho boku už stanuly například Heidi Klum, Lady Victoria Hervey nebo modelky Andrea Murray a Ruth Taylor. A zasnoubený byl s modelkami Heidi Wichlinski a Simone Abdelnour.
Dne 2. června 2006 se zasnoubil s Karen Minier, belgickou novinářkou F1 pracující pro francouzskou TF1. A dokonce se plánují v budoucnu vzít.
Muzeum v jeho rodné vesnici je nyní ve vlastnictví Wendy McKenzieho, předtím jej vlastnila Coulthardova rodina. Muzeum tak navštěvuje mnoho návštěvníků z celého světa.
Dne 7. srpna 2007 vydal Coulthard svoji autobiografii, se jménem „It is What It Is.“. V té také popisuje, že se v mládí léčil z bulimie.
Coulthardova druhá sestřenice, Novozélanďanka Fabian Coulthard, je též závodní jezdkyní.

## Letecká nehoda v roce 2000
Coulthard má trvalé bydliště uvedené v Monaku, ale vlastní také domy v Londýně a Švýcarsku. Vlastní také luxusní hotely v Británii a Monaku, včetně hotelu Columbus, který leží v Monackém Fontvieille.
Dne 2. května 2000 David Coulthard krátce před Grand Prix Španělska 2000 vracel z Velké Británie do Monaka. Pronajal si letoun od společnosti Northern Executive Aviation. Poslán mu byl Learjet 35A s registrací G-MURI, který vlastnil jeho přítel David Murray, bývalý předseda fotbalového klubu Rangers FC. Kapitánem letounu byl David Saunders a druhým pilotem Dan Worley. Coulthard cestoval se svou tehdejší přítelkyní a americkou modelkou Heidi Wichlinski, jejím psem a osobním trenérem Andym Matthewsem. Z letiště ve Farnborough odstartovali v 11:22 místního času. Jejich cílem bylo mezinárodní letiště Côte d'Azur v Nice.
Ve 12:22 kapitán zaznamenal problém s levým motorem, rozhodl se jej vypnout a dále pilotovat ručně. Posádka vyhlásila stav nouze a byla odkloněna na nedaleké letiště Lyon-Satolas. Závěrečné přiblížení probíhalo na jeden motor. Při nouzovém přistání došlo k nehodě. Nad prahem dráhy se letoun naklonil doleva, dotkl se křídlem země, havaroval a začal hořet. V těžce poškozené pilotní kabině přitom zahynuli oba piloti. Coulthard, Wichlinski a Matthews přežili a byli ošetřeni v místní nemocnici.Coulhard utrpěl zlomeninu žebra.
Dle závěrečné zprávy byla nehoda pravděpodobně způsobena ztrátou kontroly v důsledku nesledování symetrie letu v okamžiku zvýšení tahu pravého motoru. K situaci přispěla zbrklost, kterou projevil kapitán, a jeho obtížné zvládání stresu po selhání motoru. Příčinou poruchy motoru bylo selhání kuličkového ložiska číslo pět.

## Kariéra před Formulí 1
Coulthard začínal již v raném věku tak jako většina automobilových závodníků na motokárách. V letech 1982 – 1988 získal třikrát titul skotského šampióna, zároveň zvítězil dvakrát v otevřeném mistrovství Skotska, dále získal titul britského super šampióna v juniorské kategorii a v neposlední řadě je vítězem otevřeného mistrovství Skotska pro dospělé.
Formule Ford v roce 1989 mu přinesla vítězství v juniorské kategorii 1600 a třetí místo na Formule Ford Festivalu , který se konal v Brands Hatch. Po havárii, při které si zlomil nohu při závodech GM Lotus na okruhu Spa Francorchamps, měl možnost prvního testu s vozem McLaren MP4/5 pro formuli 1. V roce 1992 se stal David jezdcem Formule 3000, v té ale skončil až devátý. Následující rok se vyšplhal na konečnou třetí příčku.

## Formule 1

### 1994–1995: Williams

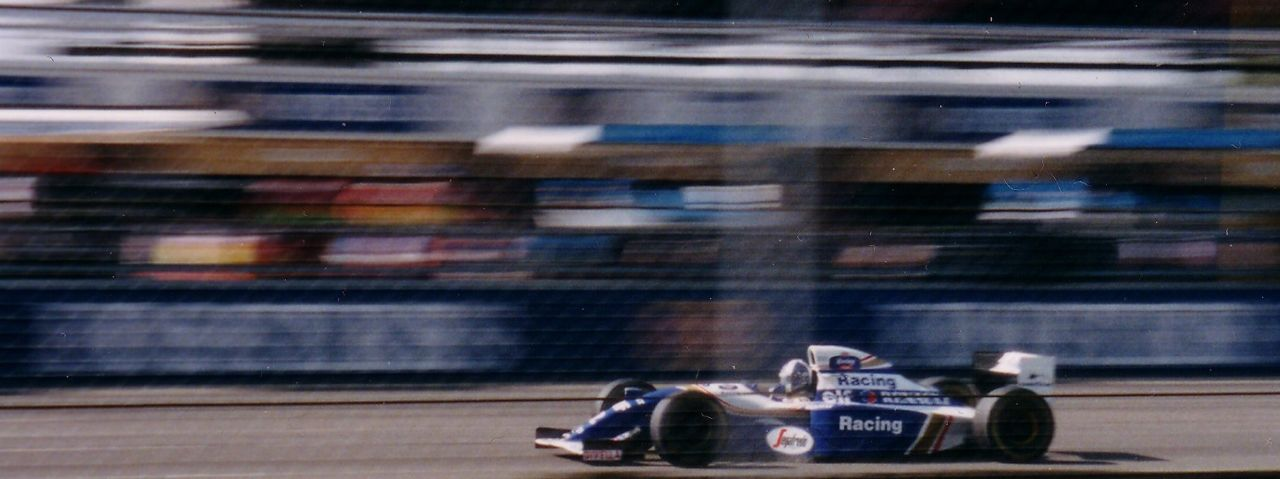
Coulthard ve voze Williams při Grand Prix Velké Británie 1994.

#### 1994
V roce 1993 se stal Coulthard testovacím jezdcem několikanásobného vítěze poháru konstruktérů, týmu Williams-Renault a hrál důležitou roli ve vývoji vozu. Pro rok 1994 měl David u Williamsu zůstat opět jako testovací jezdec, ale kvůli tragické smrti jezdce Williamsu, Ayrtona Senny, se dostal do závodního vozu a v Grand Prix Španělska už startoval po boku Damona Hilla. Velkou část sezóny strávil řízením druhého vozu, ale ve čtyřech závodech musel svou sedačku propůjčit ex-mistru světa, Nigelu Mansellovi. Williams byl pyšný, že jeho druhý vůz pilotuje Mansell, toho času uřadující šampión Indycar. Ale Coulthard nezůstal pozadu, prokázal svou rychlost a tak se díky chybám soupeřů a notné dávce štěstí dokonce podíval na stupně vítězů, když skončil druhý v Portugalsku. Na poslední 3 závody už ale pouze seděl na tribuně pozoroval, jak si vede Mansell. Avšak nebyl to Nigel, ale David, kdo dostal smlouvu na celou sezónu 1995. Coulthard tak při své neúplné sezóně skončil na skvělém 8. místě, se ziskem 14 bodů.

#### 1995
Sezóna 1995 konečně ukázala Davidův nevyužitý potenciál. Vyhrál svůj první závod v F1, Grand Prix Portugalska. Vyhrát mohl vícekrát, ale chyby a smůla mu už víckrát vyhrát nedopřála. V tomto roce nasbíral celkem 5 pole position a 4 z nich byly hned po sobě. I přes mnoho pěkných umístění nastaly i hrubé chyby, v Monze chyboval v zahřívacím kole a na okruhu v Adelaide naboural při cestě do boxů. Celkově ale skončil na skvělém 3. místě a získal 49 bodů.

### 1996–2004: McLaren

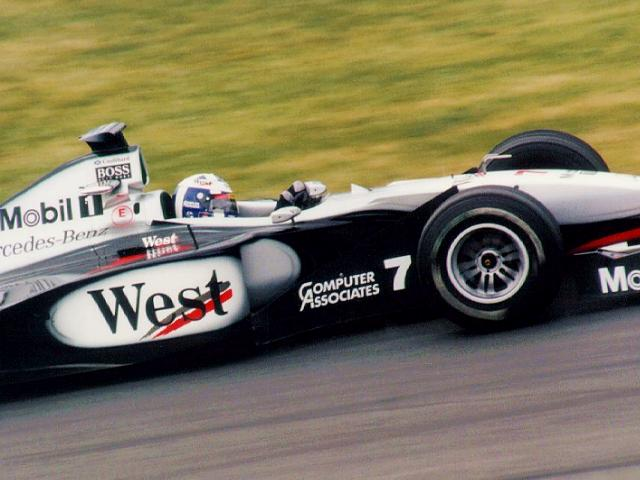
Coulthard s vozem McLaren během Grand Prix Kanady 1996.

#### 1996
Pro rok 1996 se David upsal týmu McLaren, kde se stal týmovým kolegou tehdy budoucího mistra světa, Mikky Häkkinena. První sezóna v novém týmu se ale příliš nepovedla. Přestože McLaren poháněly silné motory Mercedes, tým nemohl najít příliš velkou rychlost. I tak ale vedl v Imole a v Monaku jen těsně prohrál s vítězem, Olivierem Panisem. Na konci sezóny měl David po 2 umístěních na stupních vítězů 18 bodů, což stačilo jen na 7. příčku.

#### 1997
V roce 1997, jeho druhé sezóně u McLarenu, skončil celkově s Jeanem Alesim na stejným počtu bodů na 4. místě. Nicméně měl David na kontě 2 vítězství a Alesi žádné, a co se hlavně přihodilo, tehdy druhý Michael Schumacher byl z celého šampionátu diskvalifikován a Coulthard tak obsadil se štěstím konečné 3. místo. Vyhrál tedy 2x, ale jeho další úspěchy zkazily některé situace. Například v Jerezu se po incidentu, který znamenal diskvalifikaci Schumachera (snaha vyřadit Villeneuva ze hry o titul), posunul David do vedení, ale tehdy povolená týmová režie týmu velela, aby před sebe pustil Häikkinena.

#### 1998
V roce 1998 byl McLaren jasně nejrychlejším týmem v celém seriálu. Ale byl to Häkkinen, kdo udával tempo a zajistil si titul mistra světa. Coulthard si vybojoval pouhé jedno vítězství a po většinu sezóny plnil jen funkci podpory Häkkinena. Přesto ale získal konečné 3. místo.

#### 1999
Sezóna 1999 se značně podobala té minulé. Davidovi štěstí nepřálo a navíc byl neustále podceňován. Za sezónu vyhrál 2x a umístil se několikrát na stupních vítězů. I tak mu to ale stačilo až na 4. místo v poháru jezdců a McLarenu na 2. místo v poháru konstruktérů, když prohrál po velké bitvě se stájí Ferrari. Mika Häkkinen ale svůj titul obhájil.

#### 2000
V roce 2000 se už David konečně zapojil do boje o titul, bitvu svedl se svým týmovým kolegou Häkkinenem, a Michaelem Schumacherem z Ferrari. V sezóně si na své konto připsal Coulthard 3 vítězství a dalších 8 umístění na pódiu, přesto bitvu prohrál a skončil až na 3. místě celkově. V této sezóně ale vybojoval nejvíce bodů ve své kariéře za sezónu.

#### 2001–2004
I v následující sezóně 2001 o sobě dával David vědět. Už porážel i Miku Häkkinena, nicméně na suverénního Schumachera neměl ani zdaleka, a přestože skončil celkově druhý, měl téměř o polovinu méně bodů než německý šampión.
Bohužel od té doby šly Coulthardovy výsledky značně dolů. Po ukončení kariéry Mikky Häkkinena dostal do party dalšího Fina, mladého Kimiho Räikkönena, který Skota jednoznačně porážel. Kritici říkali, že Davidův pokles přišel v roce 2003, kdy se zavedla kvalifikace, ve které měli jezdci k dispozici jen 1 kolo, za který museli zajet co nejlepší čas. To, že tento formát kvalifikace mu nesvědčí přiznal i sám David. Za sezóny 2002, 2003 a 2004 si připsal pouhá 2 vítězství a umístění na stupních vítězů se snižovala. V roce 2002 byl celkově pátý, o rok později až sedmý, a v roce 2004, kdy se v kariéře poprvé ani jednou za sezónu nepodíval na stupně vítězů, až desátý. Bylo jasné, že David má u McLarenu opravdu namále. A dny u McLarenu byly pro něj opravdu sečteny poté, co byl pro rok 2005 ohlášen po bok Räikkönena, Juan Pablo Montoya.

### 2005–2008: Red Bull

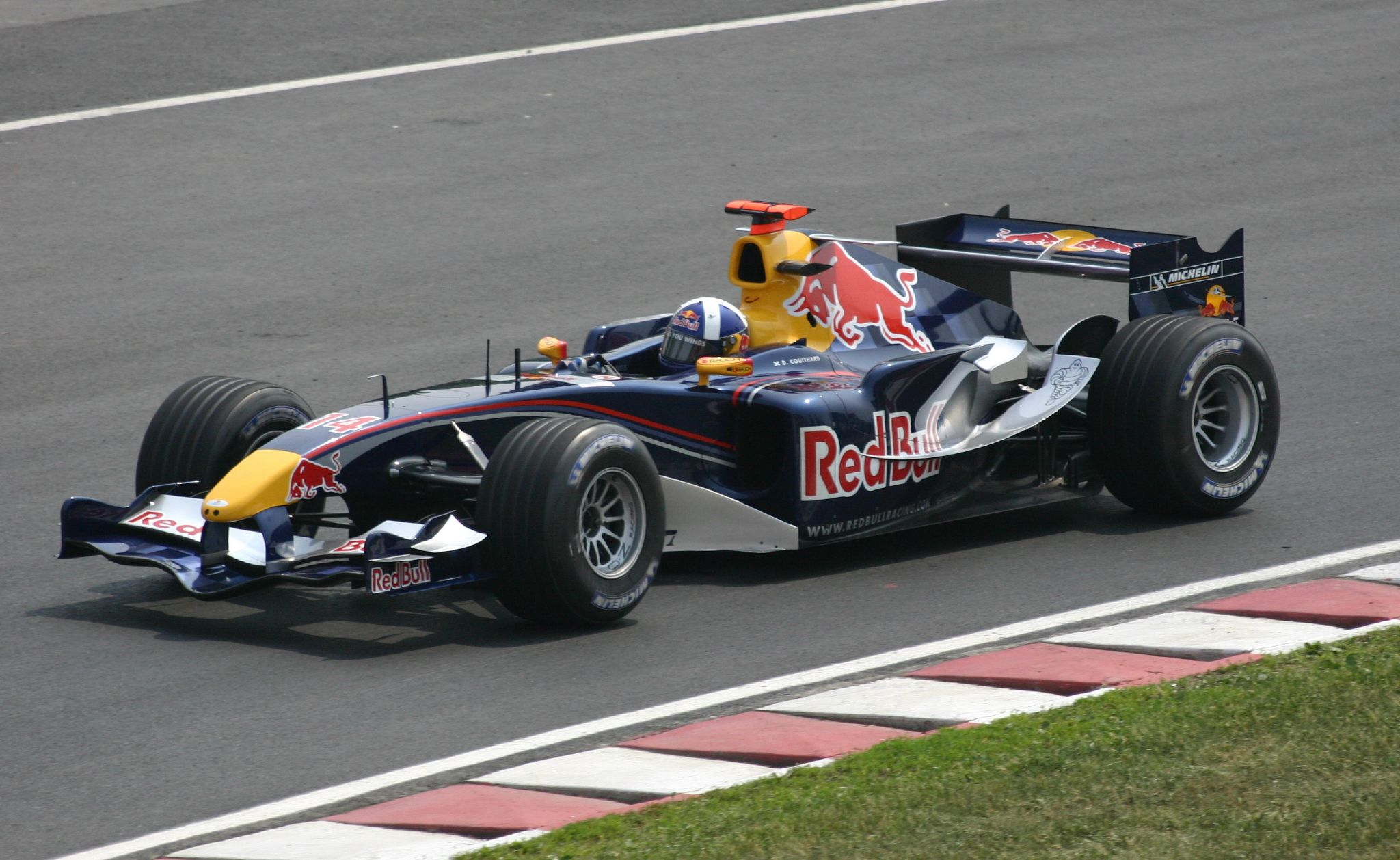
Coulthard už ve voze Red Bull Racing přiGrand Prix Kanady 2005.

#### 2005
Na smlouvu ale nečekal dlouho. Jeho bohaté zkušenosti se hodily novému týmu Red Bull a tak se připojil k nezkušenému Christianu Klienovi a Vitantoniu Liuzzimu, který Kliena v několika závodech nahradil. Coulthardův kontrakt s Red Bullem byl prodloužen při Grand Prix Velké Británie 2005, z čehož vyplynulo, že David bude jezdit minimálně do konce roku 2006. Ale ač se snažil jak chtěl, vyrovnal pouze na bod přesně svůj výsledek z poslední sezóny u McLarenu.

#### 2006

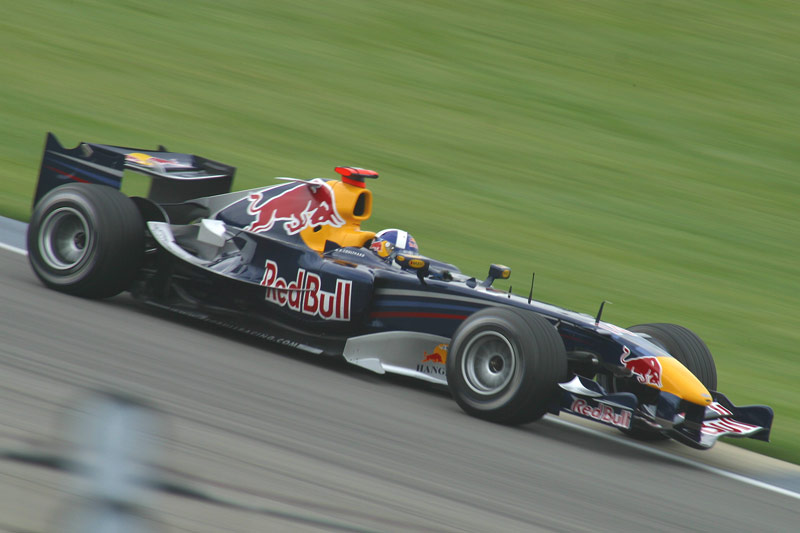
Coulthard v barvách RBR při Grand Prix USA 2006.

V roce 2006 tedy David pokračoval v Red Bullu, společně s Christianem Klienem. Pro tuto sezónu poskytla Red Bullu motory stáj Ferrari. A v průběhu sezóny 2006 byla podepsána smlouva s Renaultem na dodávání motorů pro sezónu 2007. A k týmu přišel další zkušený muž, technický ředitel Adrian Newey, který odešel z McLarenu. Sezóna se ale Coulthardovi moc nepovedla, bodoval jen v 5 závodech, zato byl ale v Monaku na stupních vítězů. 7. srpna 2006 bylo též oznámeno, že David bude závodit i v roce 2007, tentokrát po boku Marka Webbera.

#### 2007

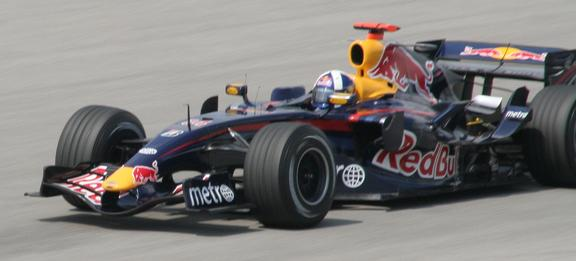
Coulthard ve voze Red Bull během Grand Prix Malajsie 2007.

Po pomalém startu do sezóny 2007 zaznamenal David 2 dobré závody v Bahrajnu (který ale nakonec nedokončil) a Španělsku, kde poprvé v sezóně bodoval. Další body ale přidal už jen při Grand Prix Evropy, Číny a Japonska, kde získal nejlepší umístění v sezóně, 4. místo. Celkově získal stejně jako v předchozí sezóně 14 bodů, tehdy to stačilo až na 13. místo, v roce 2007 na 10. místo.
6. července 2007 byl Coulthardův kontrakt prodloužen i na sezónu 2008 a rozjede tak svou druhou sezónu mezi „starými pány“.

#### 2008

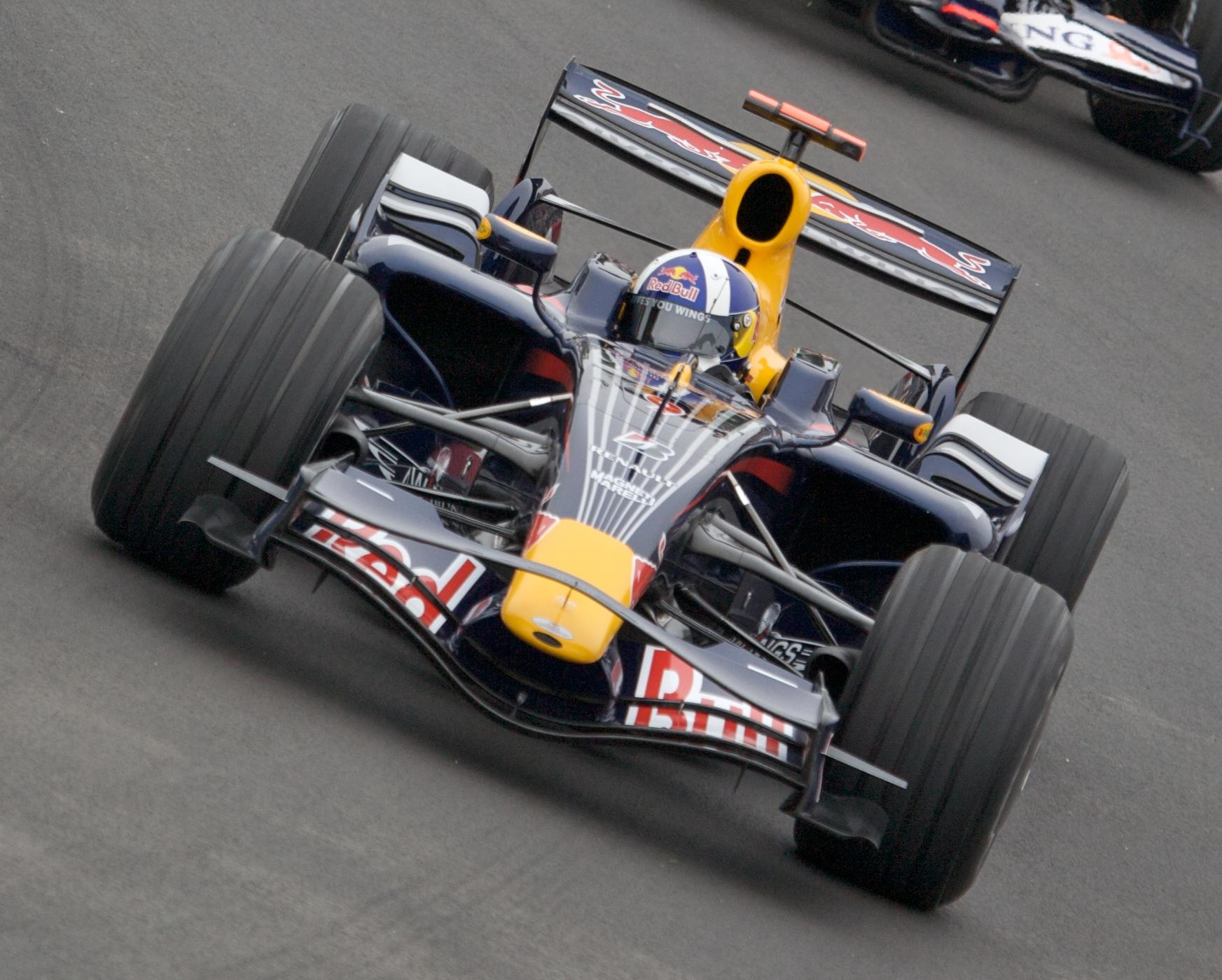
Coulthard s vozem Red Bull při Grand Prix Kanady 2008, kde vybojoval své druhé stupně vítězů v tomto týmu.

Sezóna 2008 pro Davida nezačala vůbec dobře. Hned v úvodu sezóny se dostal do incidentu s Felipe Massou. Coulthard popřel svou chybu a požadoval od Massy omluvu. Pokud by tak neučinil, měl údajně "ten malý spratek dostat pěstí". V druhém závodě měl Coulthard potíže s převodovkou, nakonec v závodě vybojoval 9. místo. Po dalších nevýrazných umístěních přišel konečně úspěch. Po tvrdém boji získal 3. místo při Grand Prix Kanady. Bylo to jeho 2. umístění na pódiu v týmu Red Bull, celkově už ale vystoupal na stupně vítězů 62x.
Ve čtvrtek před Grand Prix Velké Británie David Coulthard oznámil, že po sezóně ukončí svou jezdeckou kariéru. V F1 ale zůstane a bude působit v týmu Red Bull jakou konzultant.

### Zajímavosti a rekordy
David je také bývalým nejlépe bodujícím Britem v historii F1 (533 bodů), když překonal předchozí rekord Nigela Mansella (482 bodů). Při Grand Prix Španělska se také jako osmý zařadil do „klubu 200“ (jezdci kteří absolvovali přes 200 závodů), a přiřadil se k Riccardovi Patresemu, Michaelu Schumacherovi, Rubensi Barrichellovi, Gerhardu Bergerovi, Andreovi de Cesariovi, Nelsonu Piquetovi a Jeanu Alesimu. V Grand Prix Monaka 2006 zaznamenal David historicky první stupně vítězů pro stáj Red Bull Racing. Během dekorování nejlepších měl David na sobě plášť, který propagoval nový film Superman se vrací.

## Helma
Coulthardova helma je modrá s Ondřejským křížem na vrcholu symbolizujícím skotskou vlajku a přecházejícím až do oblasti brady. Za působení u McLarenu měl ještě na helmě bílý kruh okolo. Když se připojil k Red Bullu, byl přidán tmavě modrý pruh uprostřed zvýrazňující logo Red Bullu. Při Grand Prix Japonska 2007 měl David šedou helmu se stylizovaným křížem na bocích k poctě zesnulému Colinu McRaeovi.

## Kariéra po Formuli 1

### Závod šampionů
Při Závodě šampionů 2008 se Coulthard dostal do finále, když prohrál jen se Sébastienem Loebem. V letech 2009 až 2011 se dostal do čtvrtfinále.

### BBC
Od roku 2009, Coulthard pracoval pro BBC jako expert. Od roku 2011 se také stal spolukomentátorem nejdříve společně s Martinem Brundlem a poté s Benem Edwardsem. Byl také záložním pilotem Red Bullu ve 2 závodech v sezóně 2009 a u týmu působil nadále jako konzultant a předváděcí jezdec.
V některých závodech sezóny 2010, kdy regulérní rezervní jezdci Red Bull a Toro Rosso, Daniel Ricciardo a Brendon Hartley, závodili v jiné sérii, byl Coulthard opět ve funkci záložního pilota.

### DTM
V roce 2010 Coulthard působil v sérii DTM, u týmu Mücke Motorsport s vozem Mercedes C-Class. 8. dubna 2011 bylo oznámeno, že Coulthard bude závodit se stejným vozem i v následující sezóně a týmovým kolegou mu bude Ralf Schumacher.
V obou sezónách získal pokaždé jen 1 bod, závody sice pravidelně dojížděl, ale na nebodovaných pozicích.
Ve své třetí a poslední sezóně nasbíral celkem 14 bodů, nejlépe skončil v závodě na 5. místě.
18. října 2012 oznámil ukončení kariéry v DTM.
Coulthardovi byl udělen Řád britského impéria (MBE) v roce 2010.

## Statistiky ve Formuli 1
| Aktivní roky                     | 1994–2008                   |
| Starty                           | 247                         |
| Vítězství                        | 13                          |
| 2. místa                         | 26                          |
| 3. místa                         | 23                          |
| 4. místa                         | 12                          |
| 5. místa                         | 19                          |
| 6. místa                         | 13                          |
| Průměrné umístění                | 5.83                        |
| Odstoupení                       | 77                          |
| DSQ                              | 1                           |
| DNS                              | 0                           |
| DNQ                              | 0                           |
| Pole position                    | 12                          |
| Průměrné u. v kvalifikaci        | 7.71                        |
| Nejrychlejší kola                | 18                          |
| Průměrné u. za nejrychlejší kolo | 7.81                        |
| Závodů v čele                    | 60                          |
| Kol v čele                       | 895                         |
| Km v čele                        | 4202 km                     |
| Debut                            | Grand Prix Španělska 1994   |
| První vítězství                  | Grand Prix Portugalska 1995 |
| Poslední závod                   | Grand Prix Brazílie 2008    |
| Body                             | 533                         |

## Souhrn kariéry

### Kompletní výsledky ve Formuli 1
| Legenda k tabulce | Legenda k tabulce                                                                       |
| Barva             | Výsledek                                                                                |
| ----------------- | --------------------------------------------------------------------------------------- |
| Zlatá             | Vítěz                                                                                   |
| Stříbrná          | 2. místo                                                                                |
| Bronzová          | 3. místo                                                                                |
| Zelená            | Bodované umístění                                                                       |
| Modrá             | Nebodované umístění                                                                     |
| Modrá             | Dokončil neklasifikován (NC)                                                            |
| Fialová           | Odstoupil (Ret)                                                                         |
| Červená           | Nekvalifikoval se (DNQ)                                                                 |
| Červená           | Nepředkvalifikoval se (DNPQ)                                                            |
| Černá             | Diskvalifikován (DSQ)                                                                   |
| Bílá              | Nestartoval (DNS)                                                                       |
| Bílá              | Závod zrušen (C)                                                                        |
| Světle modrá      | Pouze trénoval (PO)                                                                     |
| Světle modrá      | Páteční testovací jezdec (TD)                                                           |
| Bez barvy         | Netrénoval (DNP)                                                                        |
| Bez barvy         | Vyřazen (EX)                                                                            |
| Bez barvy         | Nepřijel (DNA)                                                                          |
| Bez barvy         | Odvolal účast (WD)                                                                      |
| Bez barvy         | Nezúčastnil se (prázdné)                                                                |
| Označení          | Význam                                                                                  |
| Tučnost           | Pole position                                                                           |
| Kurzíva           | Nejrychlejší kolo                                                                       |
| †                 | Jezdec nedojel do cíle, ale byl klasifikován, protože odjel více než 90 % délky závodu. |
| ‡                 | Byl udělován poloviční počet bodů, protože bylo odjeto méně než 75 % délky závodu.      |
| Horní index       | Umístění bodujících jezdců ve sprintu                                                   |

| Rok  | Tým                       | Šasi            | Motor                    | 1       | 2       | 3       | 4       | 5       | 6       | 7       | 8       | 9       | 10      | 11      | 12      | 13      | 14      | 15      | 16      | 17      | 18      | 19    | Body | Umístění  |
| ---- | ------------------------- | --------------- | ------------------------ | ------- | ------- | ------- | ------- | ------- | ------- | ------- | ------- | ------- | ------- | ------- | ------- | ------- | ------- | ------- | ------- | ------- | ------- | ----- | ---- | --------- |
| 1994 | Rothmans Williams Renault | Williams FW16   | Renault RS6 3.5 V10      | BRA     | PAC     | SMR     | MON     | ESP Ret | CAN 5   | FRA     | GBR 5   |         |         |         |         |         |         |         |         |         |         |       | 14   | 8. místo  |
| 1994 | Rothmans Williams Renault | Williams FW16B  | Renault RS6 3.5 V10      |         |         |         |         |         |         |         |         | GER Ret | HUN Ret | BEL 4   | ITA 6†  | POR 2   | EUR     | JPN     | AUS     |         |         |       | 14   | 8. místo  |
| 1995 | Rothmans Williams Renault | Williams FW17   | Renault RS7 3.0 V10      | BRA 2   | ARG Ret | SMR 4   | ESP Ret | MON Ret | CAN Ret | FRA 3   | GBR 3   | GER 2   | HUN 2   | BEL Ret | ITA Ret |         |         |         |         |         |         |       | 49   | 3. místo  |
| 1995 | Rothmans Williams Renault | Williams FW17B  | Renault RS7 3.0 V10      |         |         |         |         |         |         |         |         |         |         |         |         | POR 1   | EUR 3   | PAC 2   | JPN Ret | AUS Ret |         |       | 49   | 3. místo  |
| 1996 | Marlboro McLaren Mercedes | McLaren MP4-11  | Mercedes FO 110 3.0 V10  | AUS Ret | BRA Ret | ARG 7   | EUR 3   | SMR Ret | MON 2   | ESP Ret | CAN 4   | FRA 6   |         |         |         |         |         |         |         |         |         |       | 18   | 7. místo  |
| 1996 | Marlboro McLaren Mercedes | McLaren MP4-11B | Mercedes FO 110 3.0 V10  |         |         |         |         |         |         |         |         |         | GBR 5   | GER 5   | HUN Ret | BEL Ret | ITA Ret | POR 13  | JPN 8   |         |         |       | 18   | 7. místo  |
| 1997 | West McLaren Mercedes     | McLaren MP4-12  | Mercedes FO 110E 3.0 V10 | AUS 1   | BRA 10  | ARG Ret | SMR Ret | MON Ret | ESP 6   | CAN 7   |         |         |         |         |         |         |         |         |         |         |         |       | 36   | 3. místo  |
| 1997 | West McLaren Mercedes     | McLaren MP4-12  | Mercedes FO 110F 3.0 V10 |         |         |         |         |         |         |         | FRA 7†  | GBR 4   | GER Ret | HUN Ret | BEL Ret | ITA 1   | AUT 2   | LUX Ret | JPN 10† | EUR 2   |         |       | 36   | 3. místo  |
| 1998 | West McLaren Mercedes     | McLaren MP4-13  | Mercedes FO 110G 3.0 V10 | AUS 2   | BRA 2   | ARG 6   | SMR 1   | ESP 2   | MON Ret | CAN Ret | FRA 6   | GBR Ret | AUT 2   | GER 2   | HUN 2   | BEL 7   | ITA Ret | LUX 3   | JPN 3   |         |         |       | 56   | 3. místo  |
| 1999 | West McLaren Mercedes     | McLaren MP4-14  | Mercedes FO 110H 3.0 V10 | AUS Ret | BRA Ret | SMR 2   | MON Ret | ESP 2   | CAN 7   | FRA Ret | GBR 1   | AUT 2   | GER 5   | HUN 2   | BEL 1   | ITA 5   | EUR Ret | MAL Ret | JPN Ret |         |         |       | 48   | 4. místo  |
| 2000 | West McLaren Mercedes     | McLaren MP4-15  | Mercedes FO 110J 3.0 V10 | AUS Ret | BRA DSQ | SMR 3   | GBR 1   | ESP 2   | EUR 3   | MON 1   | CAN 7   | FRA 1   | AUT 2   | GER 3   | HUN 3   | BEL 4   | ITA Ret | USA 5   | JPN 3   | MAL 2   |         |       | 73   | 3. místo  |
| 2001 | West McLaren Mercedes     | McLaren MP4-16  | Mercedes FO 110K 3.0 V10 | AUS 2   | MAL 3   | BRA 1   | SMR 2   | ESP 5   | AUT 1   | MON 5   | CAN Ret | EUR 3   | FRA 4   | GBR Ret | GER Ret | HUN 3   | BEL 2   | ITA Ret | USA 3   | JPN 3   |         |       | 65   | 2. místo  |
| 2002 | West McLaren Mercedes     | McLaren MP4-17  | Mercedes FO 110M 3.0 V10 | AUS Ret | MAL Ret | BRA 3   | SMR 6   | ESP 3   | AUT 6   | MON 1   | CAN 2   | EUR Ret | GBR 10  | FRA 3   | GER 5   | HUN 5   | BEL 4   | ITA 7   | USA 3   | JPN Ret |         |       | 41   | 5. místo  |
| 2003 | West McLaren Mercedes     | McLaren MP4-17D | Mercedes FO 110M 3.0 V10 | AUS 1   | MAL Ret | BRA 4   | SMR 5   | ESP Ret | AUT 5   | MON 7   | CAN Ret | EUR 15† | FRA 5   | GBR 5   | GER 2   | HUN 5   | ITA Ret | USA Ret | JPN 3   |         |         |       | 51   | 7. místo  |
| 2004 | West McLaren Mercedes     | McLaren MP4-19  | Mercedes FO 110Q 3.0 V10 | AUS 8   | MAL 6   | BHR Ret | SMR 12  | ESP 10  | MON Ret | EUR Ret | CAN 6   | USA 7   |         |         |         |         |         |         |         |         |         |       | 24   | 10. místo |
| 2004 | West McLaren Mercedes     | McLaren MP4-19B | Mercedes FO 110Q 3.0 V10 |         |         |         |         |         |         |         |         |         | FRA 6   | GBR 7   | GER 4   | HUN 9   | BEL 7   | ITA 6   | CHN 9   | JPN Ret | BRA 11  |       | 24   | 10. místo |
| 2005 | Red Bull Racing           | Red Bull RB1    | Cosworth TJ2005 3.0 V10  | AUS 4   | MAL 6   | BHR 8   | SMR 11  | ESP 8   | MON Ret | EUR 4   | CAN 7   | USA DNS | FRA 10  | GBR 13  | GER 7   | HUN Ret | TUR 7   | ITA 15  | BEL Ret | BRA Ret | JPN 6   | CHN 9 | 24   | 12. místo |
| 2006 | Red Bull Racing           | Red Bull RB2    | Ferrari 056 2.4 V8       | BHR 10  | MAL Ret | AUS 8   | SMR Ret | EUR Ret | ESP 14  | MON 3   | GBR 12  | CAN 8   | USA 7   | FRA 9   | GER 11  | HUN 5   | TUR 15† | ITA 12  | CHN 9   | JPN Ret | BRA Ret |       | 14   | 13. místo |
| 2007 | Red Bull Racing           | Red Bull RB3    | Renault RS27 2.4 V8      | AUS Ret | MAL Ret | BHR Ret | ESP 5   | MON 14  | CAN Ret | USA Ret | FRA 13  | GBR 11  | EUR 5   | HUN 11  | TUR 10  | ITA Ret | BEL Ret | JPN 4   | CHN 8   | BRA 9   |         |       | 14   | 10. místo |
| 2008 | Red Bull Racing           | Red Bull RB4    | Renault RS27 2.4 V8      | AUS Ret | MAL 9   | BHR 18  | ESP 12  | TUR 9   | MON Ret | CAN 3   | FRA 9   | GBR Ret | GER 13  | HUN 11  | EUR 17  | BEL 11  | ITA 16  | SIN 7   | JPN Ret | CHN 10  | BRA Ret |       | 8    | 16. místo |

### Kompletní výsledky ve Formuli 3000
| Rok  | Tým                 | Šasi        | Motor         | 1      | 2       | 3     | 4       | 5       | 6     | 7     | 8       | 9       | 10    | Umístění | Body |
| ---- | ------------------- | ----------- | ------------- | ------ | ------- | ----- | ------- | ------- | ----- | ----- | ------- | ------- | ----- | -------- | ---- |
| 1992 | Paul Stewart Racing | Reynard/92D | Judd          | SIL 7  | PAU DNF | CAT 8 | PER DNF | HOC DNF | NÜR 7 | SPA 4 | ALB 7   | NOG 3   | MAG 3 | 9. místo | 11   |
| 1993 | Pacific Racing      | Reynard/93D | Ford Cosworth | DON 13 | SIL 2   | PAU 2 | PER 1   | HOC DNF | NÜR 7 | SPA 3 | MAG DNF | NOG DNF |       | 3. místo | 25   |
| 1994 | Vortex Motorsport   | Reynard/94D | Ford Cosworth | SIL 2  | PAU     | CAT   | PER     | HOC     | SPA   | EST   | MAG     |         |       | 9. místo | 6    |

### Kompletní výsledky 24h Le Mans
| Rok  | Třída | Č. | Pneu | Vůz                                   | Tžm               | Spolujezdci                | Kola | Poz. | Třída poz. |
| ---- | ----- | -- | ---- | ------------------------------------- | ----------------- | -------------------------- | ---- | ---- | ---------- |
| 1993 | GT    | 50 | D    | Jaguar XJ220 Jaguar JV6 3.5L Turbo V6 | TWR Jaguar Racing | John Nielsen David Brabham | 306  | DSQ  | DSQ        |

### Kompletní výsledky série British Touring Car Championship
| Rok  | Tým                 | Vůz               | Třída   | 1   | 2   | 3   | 4   | 5   | 6   | 7   | 8   | 9      | 10  | 11  | 12  | 13  | Poz.      | Body | Třída poz. |
| ---- | ------------------- | ----------------- | ------- | --- | --- | --- | --- | --- | --- | --- | --- | ------ | --- | --- | --- | --- | --------- | ---- | ---------- |
| 1990 | Vauxhall Motorsport | Vauxhall Cavalier | Class B | OUL | DON | THR | SIL | OUL | SIL | BRH | SNE | BRH 13 | BIR | DON | THR | SIL | 33. místo | 4    | 21. místo  |

### Kompletní výsledky v DTM
| Year | Tým              | Vůz                         | 1       | 2      | 3       | 4       | 5      | 6      | 7       | 8       | 9        | 10       | 11    | Poz.      | Body |
| ---- | ---------------- | --------------------------- | ------- | ------ | ------- | ------- | ------ | ------ | ------- | ------- | -------- | -------- | ----- | --------- | ---- |
| 2010 | Mücke Motorsport | AMG-Mercedes C-Klasse 2008  | HOC1 12 | VAL 13 | LAU DNF | NOR 13  | NÜR 10 | ZAN 12 | BRH 12  | OSC 14  | HOC2 DNF | ADR 10   | SHA 8 | 16. místo | 1    |
| 2011 | Mücke Motorsport | AMG-Mercedes C-Klasse 2008  | HOC1 10 | ZAN 16 | SPL 9   | LAU 13  | NOR 8  | NÜR 17 | BRH 12  | OSC 10  | VAL DSQ  | HOC2 17  |       | 16. místo | 1    |
| 2012 | Mücke Motorsport | AMG-Mercedes C-Klasse Coupe | HOC1 8  | LAU 12 | BRH 15  | SPL DNF | NOR 5  | NÜR 20 | ZAN DNF | OSC DNF | VAL 11   | HOC2 DNF |       | 15. místo | 14   |